# パラオ・パシフィック航空
パラオ・パシフィック航空（パラオ・パシフィックこうくう、Palau Pacific Airways）は、パラオの航空会社である。パラオ航空の後身にあたる。

## 機材

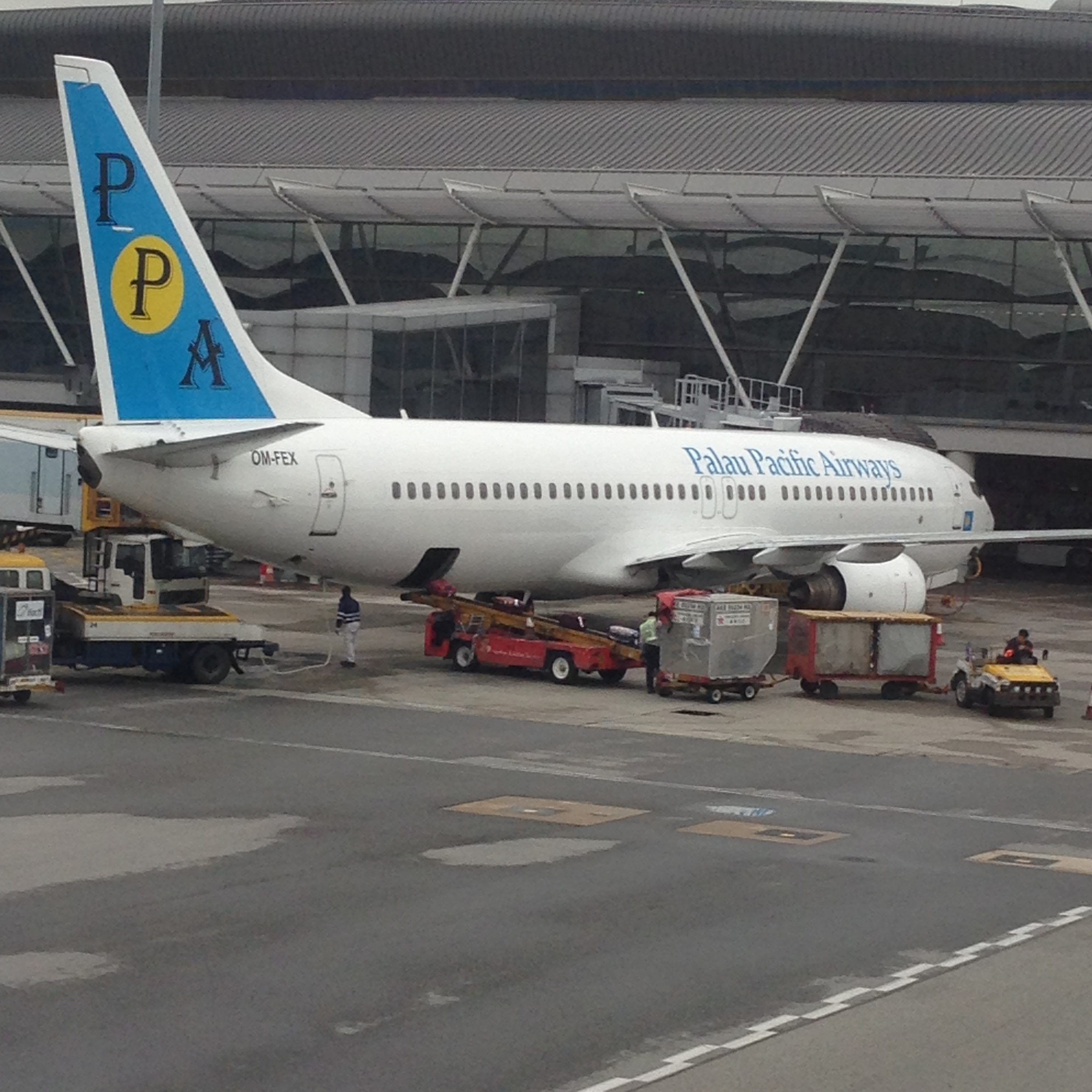
ボーイング737-800

ボーイング737-800 1機

## 就航地

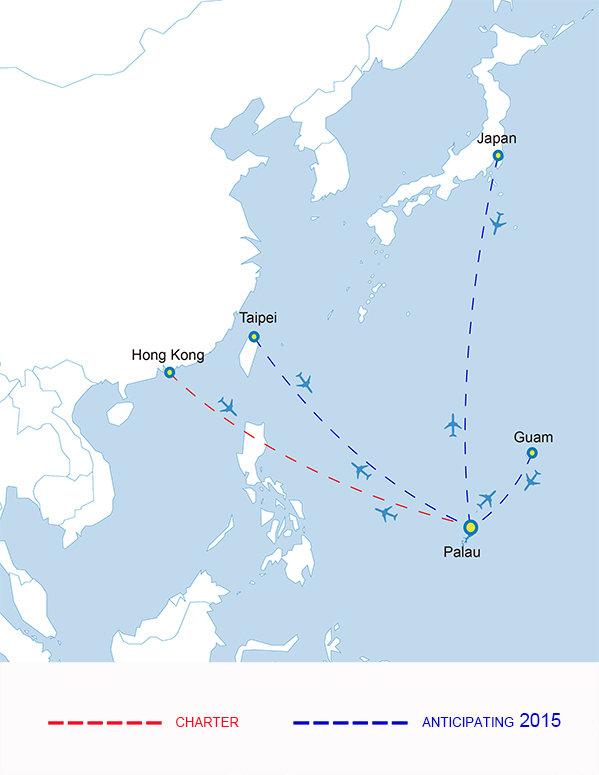
就航路線

- パラオ
  - コロール-ロマン・トメトゥチェル国際空港
- 台湾
  - 台北-桃園国際空港
- 香港
  - 香港-香港国際空港